# Рамаццотти, Микаэла
Микаэла Рамаццотти (итал. Micaela Ramazzotti; 17 января 1979, Рим, Италия) — итальянская актриса. Многократная номинанта и лауреат ряда международных фестивальных и национальных профессиональных кинонаград.

## Биография
Родилась 17 января 1979 года в Риме. В 13 лет оказалась в мире шоу-бизнеса, снимаясь в фотороманах для недельного подросткового журнала «Cioè».
Свою актерскую карьеру начала в 1999 году с фильма Массимо Мартелли «Впервые». В этом же году сыграла небольшую роль в фильме Пупи Авати «Дорога ангелов». В следующем году снялась в комедии ужасов братьев Манетти «Зора-вампирша» (2000), сыграв главную роль в партнерстве с Карло Вердоне, который также выступил продюсером фильма.
В возрасте 27 лет переехала в Лондон, где работала официанткой, однако вскоре вернулась обратно, поскольку ей предложили роль Вероники в фильме Джанлуки Таварелли «Ничего не обещай сегодня вечером» (2006). Фильм был показан на 63-м Венецианском международном кинофестивале, где получил «Приз компании Wella». На фестивале познакомилась с режиссёром Паоло Вирдзи, который предложил ей роль в его будущем фильме «Вся жизнь впереди» (2008), за которую она впервые была номинирована на итальянскую национальную кинопремию «Давид ди Донателло» как лучшая актриса второго плана.
В 2010 году снялась в партнёрстве со Стефанией Сандрелли и Валерио Мастандреа в комедийном фильме Паоло Вирдзи «Первое прекрасное». За роль главной героини Анны Микелуччи в молодом возрасте, которую сыграла Стефания Сандрелли, получила премию «Давид ди Донателло» как лучшая актриса, свою первую «Серебряную ленту» от Итальянского национального синдиката киножурналистов и Итальянский «Золотой глобус».
В 2016 году сыграла одну из главных ролей в кинокомедии «Между нами, девочками» Кристины Коменчини. В 2017 году совместно с Элио Джермано, Джованной Медзоджорно и Ренато Карпентьери снялась в драме Джанни Амелио «Нежность», за роль Микелы в котором была номинирована в 2018 году на соискание премии «Давид ди Донателло» в категории «Лучшая актриса второго плана». В том же году сыграла роль Марии в фильме режиссёра Себастьяно Ризо «Семья», который принимал участие в главной конкурсной программе 74-го Венецианского кинофестиваля, соревнуясь за «Золотого льва».